# Weyrauchia nobilis
Weyrauchia nobilis är en skalbaggsart som beskrevs av Friedrich F. Tippmann 1960. Weyrauchia nobilis ingår i släktet Weyrauchia och familjen långhorningar. Inga underarter finns listade i Catalogue of Life.